# Église Notre-Dame-de-la-Paix d'Étrembières
Pour les articles homonymes, voir église Notre-Dame-de-la-Paix.
L'église Notre-Dame-de-la-Paix d'Étrembières est une église française catholique, située en Haute-Savoie, sur la commune d'Étrembières.

## Historique
L'église fut construite et conçue par l'architecte savoyard Maurice Novarina, entre 1964 et 1967.
Considérant le témoignage de grande qualité de l’aboutissement de la réflexion de Maurice Novarina autour de l’architecture religieuse au XXe siècle, l'église est inscrite au titre des monuments historiques le 5 février 2021,.